# Underwood-Petersville
Underwood-Petersville è un census-designated place (CDP) degli Stati Uniti d'America situato nella contea di Lauderdale dello stato dell'Alabama.